# Campeonato Británico de Turismos

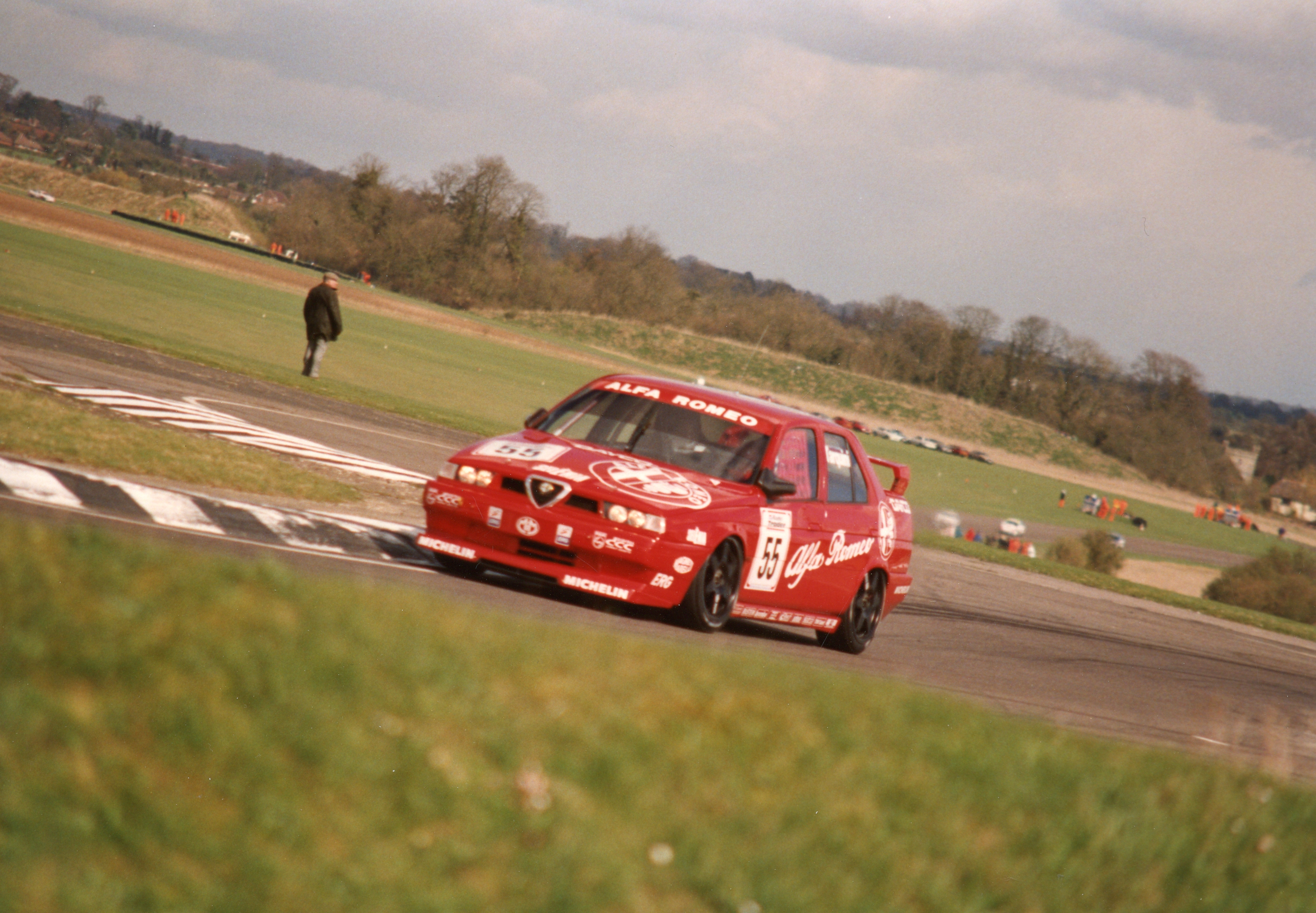
Gabriele Tarquini en Thruxton, disputando la temporada 1994.

El Campeonato Británico de Turismos (British Touring Car Championship en inglés, abreviado BTCC) es un campeonato de automovilismo de velocidad que se disputa con automóviles de turismo organizado en las islas británicas desde el año 1958. Luego de la desaparición de los distintos torneos de monoplazas, el BTCC es el principal certamen del país.
A lo largo de las temporadas, se fue experimentando con diferentes homologaciones, como los Grupos 1 y 2, Grupo A y Grupo N, Superturismo, BTC Touring, Super 2000 y actualmente Next Generation Touring Car. Desde la temporada 2004, se otorgan campeonatos a pilotos, marcas, equipos, pilotos privados y equipos privados. En la década de 2000, Ford Motor Company fue campeón de marcas en 2000, SEAT en 2006 y Vauxhall el resto de los años.
Por lo general, compiten automóviles del segmento C y del segmento D, tanto con carrocerías sedán como hatchback y familiar. En la década de 2000, algunos modelos incorporaron combustibles alternativos a la gasolina, como gasóleo, gas licuado del petróleo y bioetanol.

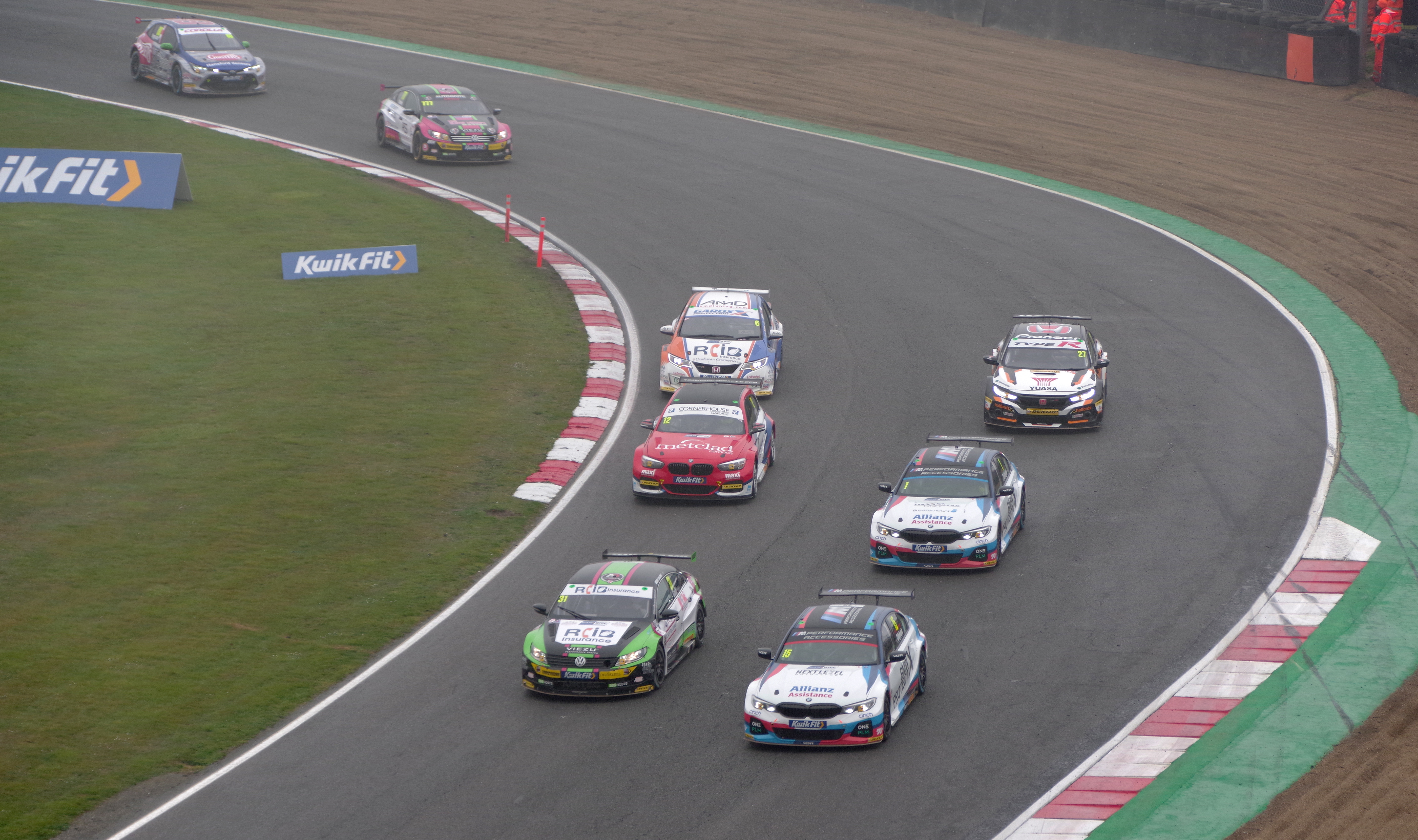
Competencia de la temporada 2019 en Brands Hatch.

## Campeones

### Era antigua

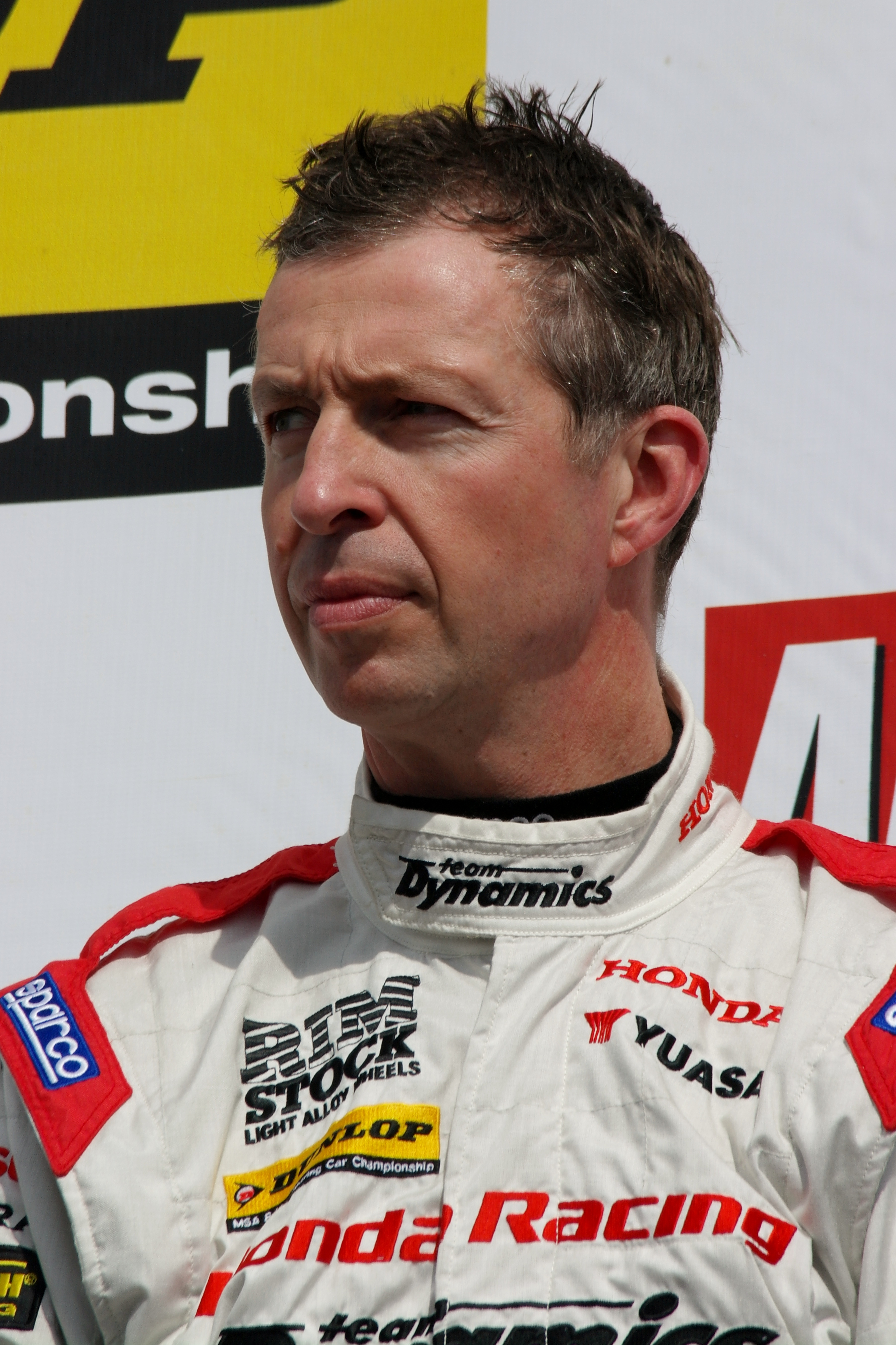
Matt Neal, campeón en 3 oportunidades.

| Año  | Piloto            |
| ---- | ----------------- |
| 1958 | Jack Sears        |
| 1959 | Jeff Uren         |
| 1960 | Doc Shepherd      |
| 1961 | Sir John Whitmore |
| 1962 | John Love         |
| 1963 | Jack Sears        |
| 1964 | Jim Clark         |
| 1965 | Roy Pierpoint     |
| 1966 | John Fitzpatrick  |
| 1967 | Frank Gardner     |
| 1968 | Frank Gardner     |
| 1969 | Alec Poole        |
| 1970 | Bill McGovern     |
| 1971 | Bill McGovern     |
| 1972 | Bill McGovern     |
| 1973 | Frank Gardner     |
| 1974 | Bernard Unett     |
| 1975 | Andy Rouse        |
| 1976 | Bernard Unett     |
| 1977 | Bernard Unett     |
| 1978 | Richard Longman   |
| 1979 | Richard Longman   |
| 1980 | Win Percy         |
| 1981 | Win Percy         |
| 1982 | Win Percy         |
| 1983 | Andy Rouse        |
| 1984 | Andy Rouse        |
| 1985 | Andy Rouse        |
| 1986 | Chris Hodgetts    |
| 1987 | Chris Hodgetts    |
| 1988 | Frank Sytner      |
| 1989 | John Cleland      |
| 1990 | Robb Gravett      |

### Era moderna

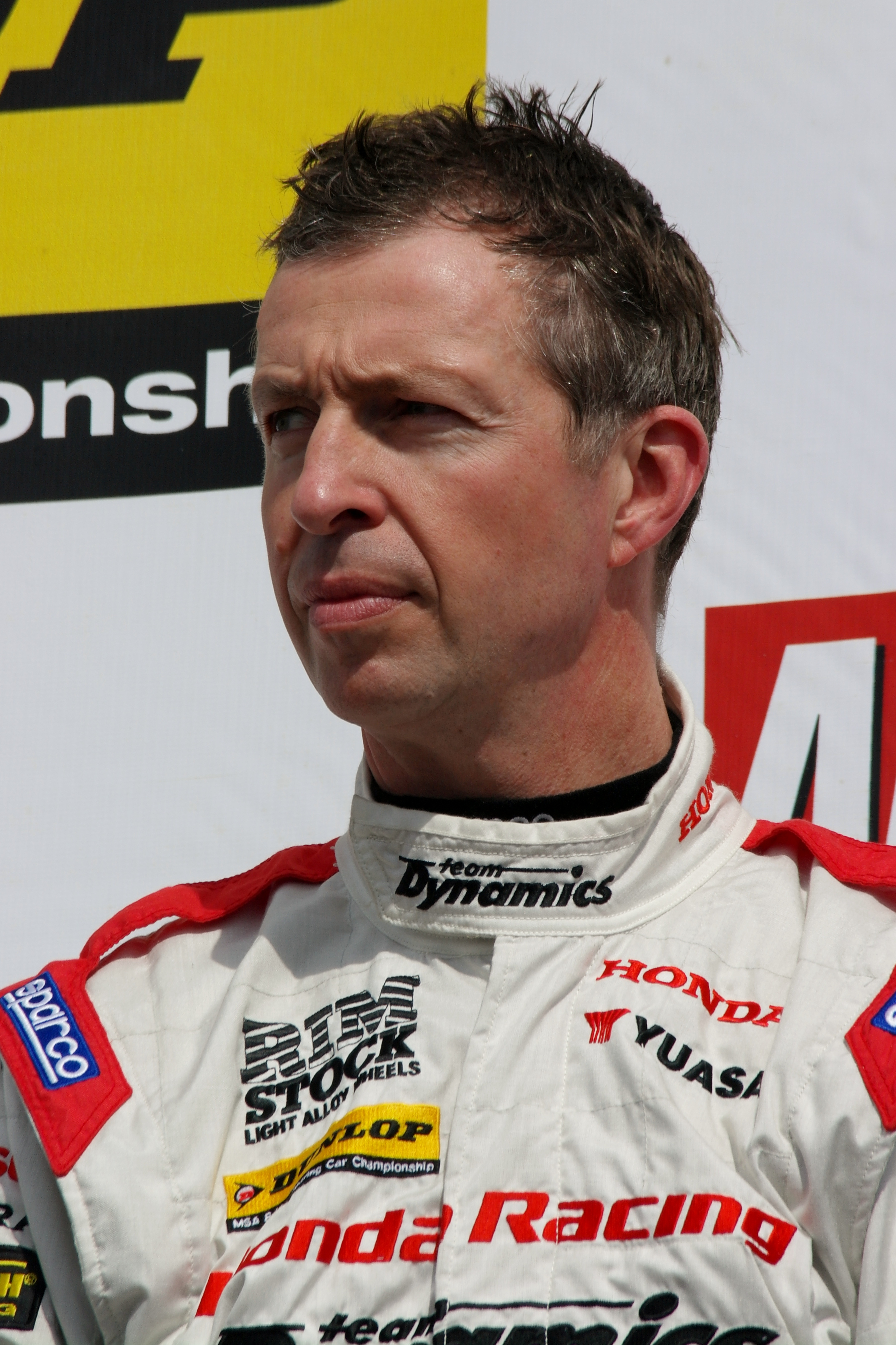
Matt Neal, campeón en 3 oportunidades.

| Año                             | Piloto campeón      | Fabricante campeón | Equipo campeón                 |
| Era Superturismo                | Era Superturismo    | Era Superturismo   | Era Superturismo               |
| ------------------------------- | ------------------- | ------------------ | ------------------------------ |
| 1991                            | Will Hoy            | BMW                | -                              |
| 1992                            | Tim Harvey          | Vauxhall           | -                              |
| 1993                            | Joachim Winkelhock  | BMW                | -                              |
| 1994                            | Gabriele Tarquini   | Alfa Romeo         | -                              |
| 1995                            | John Cleland        | Renault            | Vauxhall Sport                 |
| 1996                            | Frank Biela         | Audi               | Audi Sport UK                  |
| 1997                            | Alain Menu          | Renault            | Williams Renault Dealer Racing |
| 1998                            | Rickard Rydell      | Volvo              | Volvo Racing                   |
| 1999                            | Laurent Aïello      | Nissan             | Vodafone Nissan Racing         |
| 2000                            | Alain Menu          | Ford               | Ford Team Mondeo               |
| Era BTC Touring/Super 2000      |                     |                    |                                |
| 2001                            | Jason Plato         | Vauxhall           | Vauxhall Motorsport            |
| 2002                            | James Thompson      | Vauxhall           | Vauxhall Motorsport            |
| 2003                            | Yvan Muller         | Vauxhall           | VX Racing                      |
| 2004                            | James Thompson      | Vauxhall           | VX Racing                      |
| 2005                            | Matt Neal           | Vauxhall           | Team Halfords                  |
| 2006                            | Matt Neal           | SEAT               | Team Halfords                  |
| 2007                            | Fabrizio Giovanardi | Vauxhall           | SEAT Sport UK                  |
| 2008                            | Fabrizio Giovanardi | Vauxhall           | VX Racing                      |
| 2009                            | Colin Turkington    | Vauxhall           | VX Racing                      |
| 2010                            | Jason Plato         | Honda              | Honda Racing Team              |
| Era Next Generation Touring Car |                     |                    |                                |
| 2011                            | Matt Neal           | Honda              | Honda Racing Team              |
| 2012                            | Gordon Shedden      | Honda              | Honda Yuasa Racing Team        |
| 2013                            | Andrew Jordan       | Honda              | Honda Yuasa Racing Team        |
| 2014                            | Colin Turkington    | MG                 | eBay Motors                    |
| 2015                            | Gordon Shedden      | Honda              | Team BMR RCIB Insurance        |
| 2016                            | Gordon Shedden      | BMW                | Team JCT600 with GardX         |
| 2017                            | Ashley Sutton       | BMW                | Team BMW                       |
| 2018                            | Colin Turkington    | BMW                | Team BMW                       |
| 2019                            | Colin Turkington    | BMW                | Halfords Yuasa Racing          |
| 2020                            | Ashley Sutton       | BMW                | Laser Tools Racing             |
| 2021                            | Ashley Sutton       | BMW                | Laser Tools Racing             |
| 2022                            | Tom Ingram          | BMW                | NAPA Racing UK                 |

## Estadísticas

### Fabricantes con más títulos

#### Era moderna
| N.º | Constructor | Títulos | Años                                                 |
| --- | ----------- | ------- | ---------------------------------------------------- |
| 1   | Vauxhall    | 9       | 1992, 2001, 2002, 2003, 2004, 2005, 2007, 2008, 2009 |
| 2   | BMW         | 9       | 1991, 1993, 2016, 2017, 2018, 2019, 2020, 2021, 2022 |
| 3   | Honda       | 5       | 2010, 2011, 2012, 2013, 2015                         |
| 4   | Toyota      | 2       | 1986, 1987                                           |
| 4   | Renault     | 2       | 1995, 1997                                           |
| 4   | Nissan      | 2       | 1998, 1999                                           |
| 7   | Ford        | 1       | 2000                                                 |
| 7   | Alfa Romeo  | 1       | 1994                                                 |
| 7   | Audi        | 1       | 1996                                                 |
| 7   | Volvo       | 1       | 1998                                                 |
| 7   | SEAT        | 1       | 2006                                                 |
| 7   | MG          | 1       | 2014                                                 |